# 丁得孫

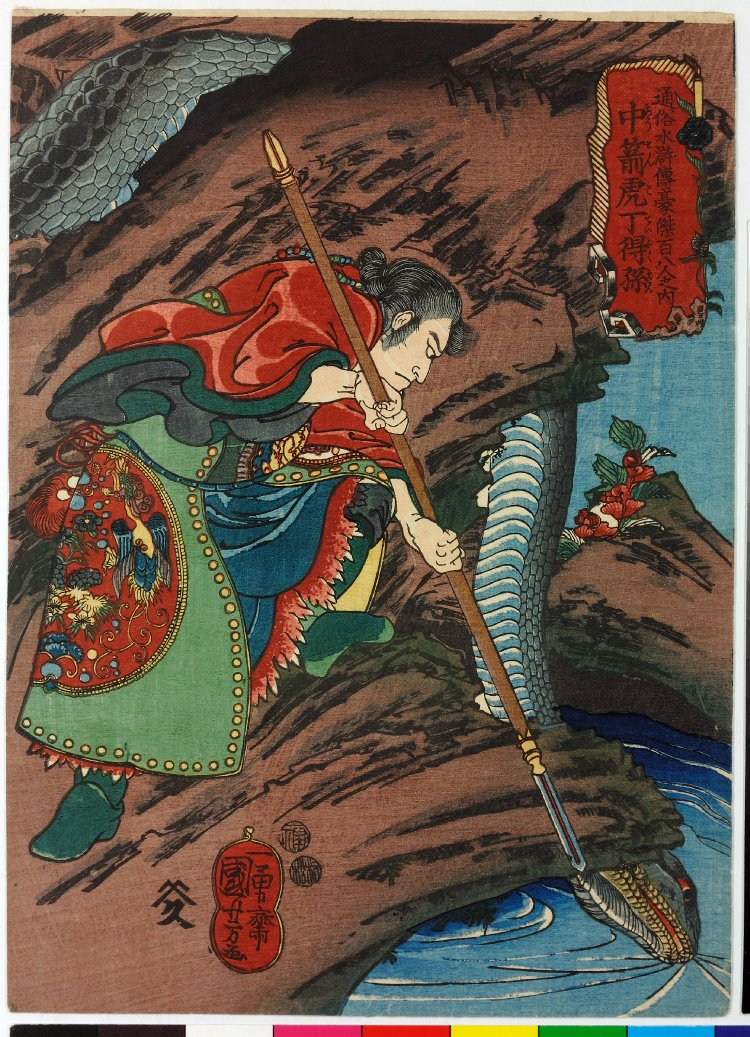
丁得孫

丁 得孫（てい とくそん）は、中国の小説で四大奇書の一つである『水滸伝』に出てくる登場人物。梁山泊第七十九位の好漢で、地速星の生まれ変わり。渾名は中箭虎（ちゅうせんこ）で、顔から首にかけてあばただらけであり、さながら矢傷を受けた虎という意味を込めて名付けられた。飛叉（刺又の投げ槍）の使い手。東昌府で龔旺と共に張清の副将として仕えていた。

## 生涯
東昌府に盧俊義率いる梁山泊軍が攻めてきた際、龔旺とともに張清の副将として出陣し、張清の活躍により盧俊義軍を大いに苦しめた。さらに東平府を落とした宋江率いる梁山泊軍も加わりこれを迎え撃つが、董平に張清が互角に戦っていると、索超が董平の援護に近づいてきたので龔旺とともに止めに向かった。しかし、今度は敵陣から呂方と郭盛が出て来て丁得孫に立ち塞がり、必死に応戦するも燕青に馬を矢で射られて転倒し、そのまま生け捕られる。龔旺も生け捕られ、さらに張清も生け捕られて投降し梁山泊入りしてしまったため、丁得孫も龔旺とともにそれに従って梁山泊入りする。
入山後は、龔旺とともに歩軍将校に任命される。その後も龔旺とともに戦場に赴き、朝廷招安後の遼国戦や田虎討伐と王慶討伐にも参戦する。方臘討伐の歙州攻めで、敵の夜襲を予想した朱武により草むらで伏兵として身を潜めて待ち伏せして敵を撃退するも、その際に丁得孫は毒蛇に脚を噛まれてしまい、そのまま死亡するというあっけない最期を遂げる。
| スタブアイコン | サブスタブ | この項目は、まだ閲覧者の調べものの参照としては役立たない、文学に関連した書きかけの項目です。この項目を加筆・訂正などしてくださる協力者を求めています（P:文学、PJ:ライトノベル）。項目が小説家・作家の場合には{Writer-substub}を、文学作品以外の本・雑誌の場合には{Book-substub}を貼り付けてください。 |